# Sinji lebduh
Sinji lebduh (znanstveno ime Elanus caeruleus) je ujeda iz družine kraguljev.

## Opis
Ta majhna ptica je zaradi svojega značilnega letenja nezgrešljiva v zraku. Ima zelo dolge peruti, ki so na sredini široke, proti koncu pa zašiljene. V letu je malce podobna sovi, tako po hitrih in mehkih zamahih, kot po debeli glavi. Pogosti visi v zraku na istem mestu ter pri tem na hitro »utripa« s perutmi. To lahko počne po več minut, veliko dlje kot postovka. Ob močnem vetru pa v zraku lebdi na istem mestu (od tod ime) kot papirnati zmaj. Kadar drsi po zraku, ima peruti upognjene in privzdignjene, podobno kot kanja.
Sinji lebduh ima modro siv (od tod ime sinji) hrbet, po spodnji strani telesa pa je bele barve. Ima črna ramena in kratek rep ter debelo, sovjo glavo z živo rdečimi očmi. Zraste do 33 cm.

## Razširjenost
Pogosto poseda po suhih drevesih in drogovih po savanah, stepah, polpuščavah in redkeje naseljenih območjih Afrike, jugozahodne Azije, Indije, Šrilanke, Indokine, vzhodne Nove Gvineje, v Evropi pa ga je najti le na jugu Portugalske, kjer preži na svoj plen. Glavna hrana te ujede so majhni glodavci, redkeje pa manjše ptice, plazilci in žuželke.
Gnezdi ob zelo različnih časih (odvisno od okolja), vedno pa ima le eno leglo v gnezdih na drevesih.